# Левченко (Краснодарский край)
Левченко — хутор в Кореновском районе Краснодарского края.
Входит в состав Платнировского сельского поселения.

## География
Хутор расположен в 7 км к западу от административного центра поселения — станицы Платнировской на левом берегу реки Кирпили.

### Улицы
- пер. Береговой,
- пер. Кирпичный,
- ул. Береговая,
- ул. Центральная.

## Население
| 2002 | 2010 |
| ---- | ---- |
| 194  | ↘162 |